# 코이 (e스포츠)
코이(KOI)는 스페인의 리그 오브 레전드, 발로란트 프로게임단이다.

## 연혁

### 리그 오브 레전드
- 2021년 12월 15일 : KOI 창단
- 2022년 10월 6일 : Rogue에서 KOI로 팀명 변경 및 리브랜딩[1]

### 발로란트
- 2022년 1월 5일 : KOI 창단
- 2022년 9월 22일 : 발로란트 챔피언스 투어 EMEA 리그 파트너 선정[2]

## 주요 성적

### 리그 오브 레전드
- 2022 LVP 수페르리가 스프링 4위
- 2022 LVP 수페르리가 서머 4위

### 발로란트
- 2022 발로란트 스페인: 라이징 스테이지 1 4강
- 2022 발로란트 스페인: 라이징 스테이지 2 9위

## 소속 선수

### 리그 오브 레전드
- 감독: 다누쉬 피셔
- 코치: 티아고 로드리게스

| 이름 | 소환사명 | 포지션  | 비고 |
| ---- | -------- | ------- | ---- |
|      |          | 탑      |      |
|      |          | 정글    |      |
|      |          | 미드    |      |
|      |          | AD 캐리 |      |
|      |          | 서포터  |      |

### 발로란트
- 감독: 안토니오 로자노
- 코치: 세르히오 로드리게스

| 이름 | 아이디 | 비고 |
| ---- | ------ | ---- |
|      |        |      |
|      |        |      |
|      |        |      |
|      |        |      |
|      |        |      |